# Wielewaal (vogel)
De wielewaal (Oriolus oriolus) is een zangvogel en de enige vertegenwoordiger van de familie van wielewalen en vijgvogels (Oriolidae) die in Nederland en België voorkomt. De wetenschappelijke naam van de soort werd in 1758 als Coracias oriolus gepubliceerd door Carl Linnaeus in de tiende editie van Systema naturae.

## Kenmerken
Het mannetje is heldergeel met overwegend zwarte vleugels en staart. Het wijfje is eerder groengelig met donkere vleugels. De wielewaal wordt maximaal 25 cm groot. De vogel is, hoewel hij er opvallend uitziet, moeilijk te vinden omdat hij nogal schuw is en bij voorkeur in boomtoppen verblijft. Aan het begin van de broedtijd is de vogel wel vaak te horen. Zijn gezang klinkt als gejodel, een helder oh-fluuo-fih-fioe. Zowel de wetenschappelijke als de Nederlandse naam zijn klanknabootsingen van dit geluid.

## Voortplanting
Het legsel bestaat meestal uit twee tot vijf witte tot roomkleurige eieren met paarsgrijze ondervlekken en zwartbruine vlekken.

## Status in Nederland en Vlaanderen
Vóór 1950 was de wielewaal een vrij algemene bosvogel. Tussen de jaren 1960 en 2000 waren de aantallen wisselvallig. De watersnood in Zeeland en het rooien van hoogstamboomgaarden hadden een negatief effect, maar de herbebossing op de Zeeuwse eilanden en in Flevoland hadden weer een positief effect. Eind jaren 1980 schatte men het aantal op circa 8500 broedvogels. Volgens SOVON daalde het broedvogelbestand in de periode 1990-2007. Na 2007 lijken de aantallen redelijk stabiel te blijven. In 2018-2020 wordt het aantal broedparen geschat op 1700-3100.
De wielewaal is in 2004 als kwetsbaar op de Nederlandse Rode Lijst gezet. De soort staat op de Vlaamse Rode Lijst als bedreigd. In Vlaanderen is het aantal broedparen in de jaren 2013-2018 geschat op 850-1450. De wielewaal staat als niet bedreigd op de internationale Rode Lijst van de IUCN.

## Verspreiding en leefgebied
In het broedseizoen (mei tot juli) komt de wielewaal in Europa, Noord-Afrika en tot diep in westelijk Azië voor. Het is een uitgesproken zomervogel en trekvogel die in Afrika overwintert (zie kaartje). De wielewaal is een schaarse broedvogel die leeft in parken en loofbossen zoals populieren- en eikenbos. Voorts vertoeft hij graag in riviergebieden.

## Trivia
- Het Duitse adellijke geslacht Von Bülow heeft in zijn familiewapen een wielewaal bovenaan de helm staan omdat de naam van het geslacht lijkt op een van de roepen ("buuu-looo") van de vogel.
- In 1927 schreef Andries Hartsuiker het lied Kom mee naar buiten over de wielewaal. André van Duin bewerkstelligde in 1987 een opleving van het lied door het te gebruiken in zijn sketch "Scoutingleiders".
- Schrijver en cabaretier Hans Dorrestijn heeft in 2012 een boek uitgebracht waarin de wielewaal een centrale plek inneemt onder de noemer Dudeljo!.